# Hospital Universitario Puerta del Mar
El Hospital Universitario Puerta del Mar es un complejo hospitalario gestionado por el Servicio Andaluz de Salud, ubicado en la ciudad española de Cádiz. Es el complejo sanitario de referencia de la provincia de Cádiz. Fue inaugurado el 20 de diciembre de 1977, perteneciente al Seguro Obligatorio de Enfermedad.
La Universidad de Cádiz es la institución académica afiliada al hospital.

## Área de influencia
Dentro del Sistema Sanitario Público de Andalucía, está catalogado como Hospital de Especialidades y cubre la atención médica especializada del Distrito Bahía de Cádiz-La Janda, que comprende los municipios de Barbate, Cádiz, Chiclana, Conil, Medina Sidonia, El Puerto de Santa María, Puerto Real, San Fernando y Vejer de la Frontera.

## Centros sanitarios

### Hospitales
El hospital comprende los siguientes centros sanitarios:
- Hospital General
- Hospital San Carlos

### Centros de consultas externas
- C.P.E. de Cádiz

### Centros de salud mental
- Unidad de Salud Mental Comunitaria Cádiz
- Unidad de Salud Mental Comunitaria San Fernando
- Unidad de Salud Mental Infanto-Juvenil Puerta del Mar

### Centros de diálisis
- Hospital Puerta del Mar - Nefrología